# Jeff Roop

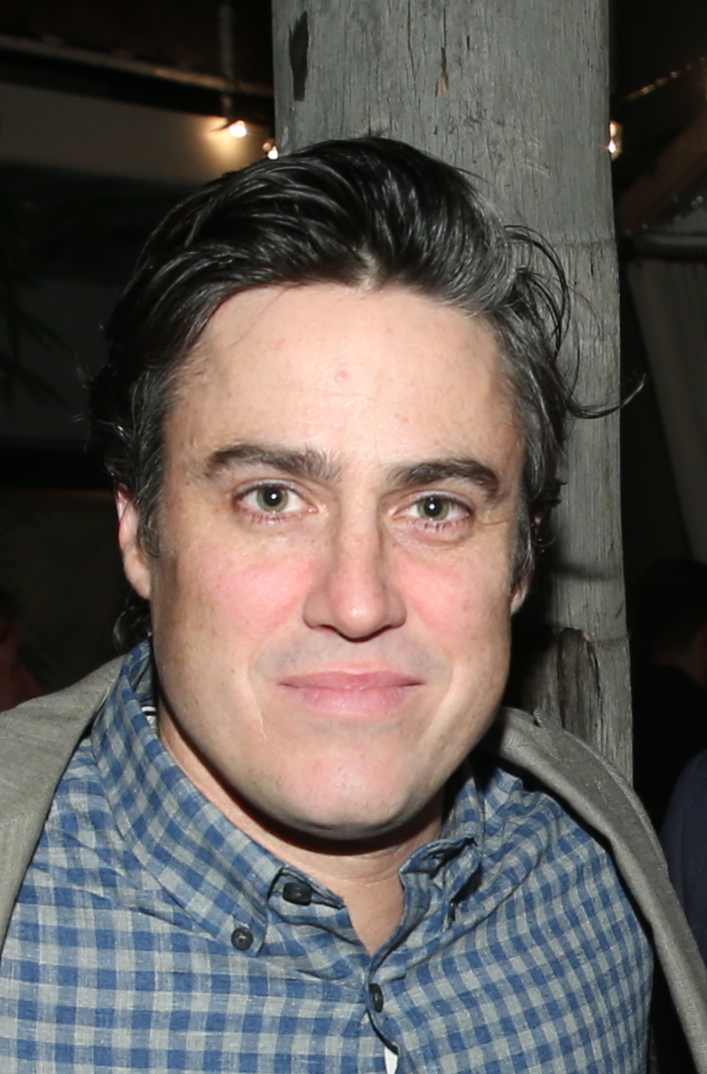
Jeff Roop (2018)

Jeffrey Robert „Jeff“ Roop (* 21. August 1973 in Montréal, Québec, Kanada) ist ein kanadischer Schauspieler.

## Leben und Wirken
Jeff Roop studierte Finanzwirtschaft an der McGill University. In dieser Zeit besuchte er auch Theaterkurse und trat auf kleineren Bühnen auf. Später besuchte er die Theaterschulen des Tschechow-Kunsttheaters in Moskau und der Carnegie Mellon University in Pittsburgh, Pennsylvania.
Am Theater spielte er in Mr. Pim will nicht stören (Mr. Pim Passes By) von A. A. Milne. Seine erste Fernsehrolle hatte er in der Springfield Story (The Guiding Light); ab 1998 spielte er in weiteren kleineren Rollen vor allem in Fernsehserien. 2001 erhielt er seine erste größere Rolle in der Serie Vampire High. 2006 verkörperte er in Canada Russia ’72 den Eishockeyspieler Frank Mahovlich. Nach weiteren kleineren Rollen spielte er 2014 in Backcountry – Gnadenlose Wildnis an der Seite von Missy Peregrym den abenteuerlustigen Alex, der auf einer Wanderung beim Angriff eines Bären zerfleischt wird.
Jeff Roop ist verheiratet und hat einen Sohn.

## Filmografie
- 1998: Free Money (als Jeffrey Roop)
- 1998: The Mystery Files of Shelby Woo (Fernsehserie, 1 Folge)
- 1999: Teenage Werewolf (Big Wolf on Campus) (Fernsehserie, 2 Folgen)
- 1999: Zweimal im Leben (Twice in a Lifetime) (Fernsehserie, 1 Folge)
- 1999: Misguided Angels (Fernsehserie, 1 Folge)
- 2000: Exhibit A: Secrets of Forensic Science (Fernsehserie, 1 Folge)
- 2001: XChange
- 2001–2002: Vampire High (Fernsehserie, 26 Folgen)
- 2002: Atomalarm in San Francisco (Critical Assembly) (Fernsehfilm)
- 2004: Deception (Fernsehfilm)
- 2004: Mutant X (Fernsehserie, 1 Folge)
- 2005: Im Bann der schwarzen Witwe (Widow on the Hill) (Fernsehfilm)
- 2005: Awake
- 2005: Sombre Zombie (Fernsehfilm)
- 2005: Der Ehrenkodex (Code Breakers) (Fernsehfilm)
- 2005: Heritage Minutes (Fernsehserie, 1 Folge)
- 2006: Reborn – The New Jekyll + Hyde (Jekyll + Hyde)
- 2006: 11 Cameras (Fernsehserie, 20 Folgen)
- 2006: Canada Russia ’72 (Fernsehserie, 2 Folgen)
- 2007: 14 Days in Paradise
- 2007: Final Draft
- 2007–2008: ReGenesis (Fernsehserie, 3 Folgen)
- 2008–2009: Heartland – Paradies für Pferde (Heartland) (Fernsehserie, 5 Folgen)
- 2009: Before You Say „I Do“ (Fernsehfilm)
- 2009: Without a Trace – Spurlos verschwunden (Without a Trace) (Fernsehserie, 1 Folge)
- 2010: Numbers – Die Logik des Verbrechens (Numb3rs) (Fernsehserie, 1 Folge)
- 2010: CSI: New York (CSI: NY) (Fernsehserie, 1 Folge)
- 2010: In the Dominican (Kurzfilm)
- 2011: Liebe und andere Hindernisse (Reel Love) (Fernsehfilm)
- 2011: Hollywoo
- 2012: Saving Hope (Fernsehserie, 1 Folge)
- 2013: Prairie Dogs (Kurzfilm)
- 2014: The Secret Sex Life of a Single Mom (Fernsehfilm)
- 2014: Backcountry – Gnadenlose Wildnis (Backcountry)
- 2016: Good Witch (Fernsehserie, 1 Folge)
- 2017: Ransom (Fernsehserie, 1 Folge)
- 2017: Frankie Drake Mysteries (Fernsehserie, 1 Folge)
- 2018: Suits (Fernsehserie, 1 Folge)
- 2018: Titans (Fernsehserie, 1 Folge)